# 吳冰
吳冰（英語：Sabrina Ng Ping，1996年11月1日—），昵称阿冰，是香港YouTuber、女演員，亦是網上短片平台小薯茄的成員。2019年拍攝ViuTV電視劇《理想國》，為其中一個單元的女主角。2023年在電影《一人婚禮》擔任女主角，憑此角色獲得香港電影金像獎最佳新演員提名。

## 簡歷
吳冰小時候曾學習芭蕾舞、爵士舞及土風舞，先後畢業於葵涌的慈幼葉漢千禧小學（與MIRROR成員呂爵安為小學同學）及香港道教聯合會圓玄學院第一中學（與獨立唱作歌手何佩婷為中學同學）。後來就讀香港知專設計學院傳意設計及數碼媒體學系電影及電視高級文憑。
由於小薯茄曾介紹團隊成員主要於香港浸會大學電影學院畢業，所以同樣在大專時修讀電影相關課程的吳冰，長期被誤會都是畢業於浸大電影學院，直到2022年1月25日，小薯茄在一段短片《蕃茄薯仔Talk》中，順帶澄清她不是在浸大修讀電影課程。在2023年1月12日，小薯茄在一段宣傳短片中，介紹吳冰是在香港知專設計學院修讀電影課程。
吳冰在大專修讀電影相關課程時，對演戲產生興趣，渴望成為演員，但畢業後卻找不到入行門路，陷入迷惘，後來因緣際會下加入影片製作團隊小薯茄成為演員，如願往演員這條路上前進。
吳冰與前香港商業電台唱片騎師鍾雪瑩曾一同接受傳媒訪問。她曾參加多次選角試鏡但落選，包括電影《媽媽的神奇小子》，而該角色最終由鍾雪瑩出演。她又曾為Dear Jane演出〈銀河修理員〉的音樂錄影帶，並曾在Dear Jane演唱會中合唱此曲。
吳冰首次參演並主演的電影《1人婚禮》於2023年1月上映。該片首映時，吳冰稱如票房超過一千萬將會展示比堅尼泳裝照，但該電影票房未如理想。她憑此電影獲得香港電影金像獎最佳新演員提名。
2023年7月推出個人寫真集《Blue Blue Blue》，於日本北海道取景拍攝。

## 演出作品

### 舞台劇
- 2018年：《我就嚟係歌手》[註 1][17]
- 2022年：《IT'S PARTY TIME！》[18][19][20]

- 2023年：《FINALLY OK》[21][22][23]

### 微電影
| 年份 | 名稱           | 飾演   |
| ---- | -------------- | ------ |
| 2019 | 男兒Don't入樽  | 計分員 |
| 2020 | 如果距離看不見 | 阿冰   |

### 電視劇
- 2019年：ViuTV-《理想國》第九集：〈BFGF〉飾Lindy
- 2022年：ViuTV-《反起跑線聯盟》飾少年張諾雅[9]
- 2024年：香港電台-《獅子山下--營業中》 飾彭愷晴

### 電影
- 2023年：《1人婚禮》飾張冰
- 2023年：《年少日記》飾黃家怡（班長）
- 2023年：《填詞L》飾何雞
- 拍攝中：《法迷藏》飾卞玉瑛（女死者）

### MV
- 2020年：Dear Jane《銀河修理員》
- 2021年：Denis Kwok 193《睡到三點》
- 2022年：YUTA《社交障礙賽》
- 2022年：何佩《末日還想看日落》[4]
- 2023年：ANSONBEAN《聰明豆》

### 其他影片
- 2017年：香港知專設計學院（高級文憑－傳意設計及數碼媒體學系）畢業作品《開學》[註 2]

## 獎項及提名
| 年份   | 頒獎典禮                       | 獎項                     | 影片        | 角色   | 結果 |
| ------ | ------------------------------ | ------------------------ | ----------- | ------ | ---- |
| 2024年 | 第42屆香港電影金像獎           | 最佳新演員               | 《1人婚禮》 | 張冰   | 提名 |
| 2024年 | 2023年度香港專業電影攝影師學會 | 攝影師眼中最具魅力女演員 | 不適用      | 不適用 | 獲獎 |

## 腳註

## 外部連結
- YouTube上的阿冰阿冰頻道
- 吳冰的Facebook專頁
- 吳冰的Instagram帳戶
- 吳冰在互联网电影资料库（IMDb）上的資料（英文）
- 吳冰在香港影庫上的簡介